# روجر كارون (كاتب)
روجر كارون (بالإنجليزية: Roger Caron)‏ هو كاتب بريطاني، ولد في 12 أبريل 1938 في كورنوال في المملكة المتحدة، وتوفي بنفس المكان في 11 أبريل 2012.

## وصلات خارجية
- روجر كارون على موقع إن إن دي بي (الإنجليزية)